# Hyboella heinrichi
Hyboella heinrichi är en insektsart som beskrevs av Günther, K. 1939. Hyboella heinrichi ingår i släktet Hyboella och familjen torngräshoppor. Inga underarter finns listade i Catalogue of Life.